# والتر روبنسون (قسيس)
والتر روبنسون (بالإنجليزية: Walter Robinson)‏ هو قسيس نيوزيلندي، ولد في 10 ديسمبر 1919، وتوفي في 6 أكتوبر 1975.